# مسجد ناجياينغ
مسجد ناجياينغ (بالصينية 纳家营清真寺: بالبينيين Nàjiāyíng Qīngzhēnsì)، يقع المسجد في مقاطعة تونغ هاي وهي إحدى مقاطعات مدينة يوشي التابعة لمقاطعة يونان في الصين.

## التاريخ
تم بناء المسجد في عام 1370 م، وعلى مدى السنوات 600 الماضية تم توسيع المسجد عدة مرات، وفي عام 2001 تم بناء مبنى المسجد الجديد ليظهر بحلتة الجديدة الحالية.

## العمارة
المسجد الجديد يتكون من أربعة طوابق وأربع مآذن وقبة واحدة. وقاعة تحتل مساحة قدرها 10,000 م²، يتسع المسجد لثلاثة آلاف مصلي.